# Kurhanți, Volodarsk-Volînskîi
Kurhanți (în ucraineană Курганці) este un sat în comuna Dașînka din raionul Volodarsk-Volînskîi, regiunea Jîtomîr, Ucraina.

## Demografie
Componența lingvistică a localității Kurhanți
     Ucraineană (99,21%)
     Alte limbi (0,79%)
Conform recensământului din 2001, majoritatea populației localității Kurhanți era vorbitoare de ucraineană (99,21%), existând în minoritate și vorbitori de alte limbi.